# Сосновая аимофила
Сосновая аимофила (лат. Peucaea aestivalis) — вид зерноядных воробьиных птиц из семейства Passerellidae. Эндемик юго-востока США.

## Распространение
Сосновая аимофила — эндемик США. Её ареал простирается от центра  полуострова Флорида на север до юго-востока Северной Каролины и на запад через части Теннесси, Кентукки и Миссури до восточной Оклахомы и восточного Техаса.
После вырубки лесов и распространения сельскохозяйственных полей вплоть до начала 1900-х годов этот вид быстро расширил свой ареал и начал размножаться в Иллинойсе, Индиане, Огайо, Западной Вирджинии, Вирджинии, Мэриленде и некоторых частях Пенсильвании. Однако эта тенденция изменилась в 1930-х годах, когда большая часть восточных лиственных лесов восстановилась. Считается, что сосновая аимофила исчезла в Вирджинии в начале 2000-х годов, а Северная Каролина сейчас является северной периферией на востоке ареала.

## Таксономия
Внутри вида выделены три подвида:
- Peucaea aestivalis aestivalis — населяет восточную часть ареала;
- Peucaea aestivalis bachmani — встречается к западу от P. a. aestivalis до Миссисипи и на север до Кентукки;
- Peucaea aestivalis illinoensis — встречается в самой западной части ареала вида.

## Описание
Птицы среднего размера: длина 12,2–16,2 сантиметров и масса 18,4–23 грамм
У взрослых особей рыжевато-коричневая верхняя часть тела. На темени и спине черные полоски. Лицо серое, над глазами каштановые "брови". Грудь песчаного цвета, живот беловатый

## Среда обитания
Сосновая аимофила населяет территории с густой наземной растительностью и открытым средним ярусом с разбросанными кустарниками и молодыми деревьями, включая свежие вырубки и открытые сосновые леса (с Pinus palustris, P. echinata, P. taeda).

## Образ жизни

### Питание
Сосновая аимофила предпочитает кормиться на земле, редко в кустарниках. Основу питания составляют семена злаков и других трав, иногда ягоды. Из животной пищи, особенно в летнее время, преобладают насекомые и отчасти пауки.

### Размножение
Сезон размножения продолжается с апреля по август. Самка сосновой аимофилы устраивают гнездо на земле, в основании куртин злаков, кустарников или деревьев. Оно состоит из травы и имеет более или менее куполообразную форму.
В кладке бывает от 3 до 5 яиц. Насиживание продолжается две недели. Птенцы находятся в гнезде в среднем 9 дней. Слётки после покидания гнезда ещё 25 дней живут под опёкой родителей. Хотя насиживает только самка, выкармливают птенцов оба родителя. За сезон обычно бывает два выводка, но может быть и три. 
Яйцам и птенцам в гнёздах угрожают змеи (чёрный полоз, маисовый полоз, плетевидный полоз, Pantherophis spiloides и другие), койоты, голубые сойки, а также огненные муравьи. 
Иногда в гнезда сосновой аимофилы подкладывает яйца воловья птица.